# Patricia Ortega Medina
Patricia Ortega Medina (Yecla, 24 de agosto de 2000) es una jugadora española de fútbol sala. Juega de pívot y su equipo actual es el Burela de la Primera División de fútbol sala femenino de España.

## Trayectoria
Se formó como jugadora de fútbol sala en SD Hispania. En la temporada 2018-19 fichó por UCAM Murcia, debutando en Primera División y siendo la máxima goleadora de su equipo.
Después de dos temporadas fichó por Roldán FSF, aunque la primera temporada fue cedida a Desguace Paris La Algaida FS.
En el verano de 2022 hizo su sueño realidad tras convertirse en jugadora de fútbol sala profesional al hacerse oficial su fichaje por Burela, donde actualmente sigue militando.

## Estadísticas

### Clubes
Actualizado al último partido jugado el 30 de junio de 2024.
| Club | Div.          | Temporada     | Liga  | Liga  | Liga       | Liga      | Copas nacionales(1) | Copas nacionales(1) | Copas nacionales(1) | Copas nacionales(1) | Torneos internacionales(2) | Torneos internacionales(2) | Torneos internacionales(2) | Torneos internacionales(2) | Total(3) | Total(3) | Total(3)   | Total(3)  |
| Club | Div.          | Temporada     | Part. | Goles | Amonestado | Expulsado | Part.               | Goles               | Amonestado          | Expulsado           | Part.                      | Goles                      | Amonestado                 | Expulsado                  | Part.    | Goles    | Amonestado | Expulsado |
| --- | ------------- | ------------- | ----- | ----- | ---------- | --------- | ------------------- | ------------------- | ------------------- | ------------------- | -------------------------- | -------------------------- | -------------------------- | -------------------------- | -------- | -------- | ---------- | --------- |
| SD Hispania · España |               |               |       |       |            |           |                     |                     |                     |                     |                            |                            |                            |                            |          |          |            |           |
| 2.ª |               |               | -     | -     | -          | -         | -                   | -                   | -                   | -                   | -                          | -                          | -                          |                            | -        | -        | -          |           |
| Total club | Total club    | -             | -     | -     | -          | -         | -                   | -                   | -                   | -                   | -                          | -                          | -                          | -                          | -        | -        | -          |           |
| UCAM Murcia · España |               |               |       |       |            |           |                     |                     |                     |                     |                            |                            |                            |                            |          |          |            |           |
| 1.ª | 2018-19       | 28            | 24    | 0     | 0          | -         | -                   | -                   | -                   | -                   | -                          | -                          | -                          | 28                         | 24       | 0        | 0          |           |
| 1.ª | 2019-20       | 9             | 2     | 1     | 0          | 1         | 0                   | 0                   | 0                   | -                   | -                          | -                          | -                          | 10                         | 2        | 1        | 0          |           |
| Total club | Total club    | 37            | 26    | 1     | 0          | 1         | 0                   | 0                   | 0                   | -                   | -                          | -                          | -                          | 38                         | 26       | 1        | 0          |           |
| Desguace París La Algaida · España |               |               |       |       |            |           |                     |                     |                     |                     |                            |                            |                            |                            |          |          |            |           |
| 2.ª | 2020-21       |               | -     | -     | -          | -         | -                   | -                   | -                   | -                   | -                          | -                          | -                          |                            | -        | -        | -          |           |
| Total club | Total club    | -             | -     | -     | -          | -         | -                   | -                   | -                   | -                   | -                          | -                          | -                          | -                          | -        | -        | -          |           |
| Roldán FSF · España |               |               |       |       |            |           |                     |                     |                     |                     |                            |                            |                            |                            |          |          |            |           |
| 1.ª | 2021-22       | 30            | 6     | 0     | 0          | 4         | 4                   | 0                   | 0                   | -                   | -                          | -                          | -                          | 34                         | 10       | 0        | 0          |           |
| Total club | Total club    | 30            | 6     | 0     | 0          | 4         | 4                   | 0                   | 0                   | -                   | -                          | -                          | -                          | 34                         | 10       | 0        | 0          |           |
| Burela · España |               |               |       |       |            |           |                     |                     |                     |                     |                            |                            |                            |                            |          |          |            |           |
| 1.ª | 2022-23       | 33            | 16    | 2     | 0          | 6         | 3                   | 0                   | 0                   | -                   | -                          | -                          | -                          | 39                         | 19       | 2        | 0          |           |
| 1.ª | 2023-24       | 34            | 15    | 3     | 0          | 5         | 1                   | 0                   | 0                   | -                   | -                          | -                          | -                          | 39                         | 16       | 3        | 0          |           |
| 1.ª | 2024-25       |               | -     | -     | -          | -         | -                   | -                   | -                   | -                   | -                          | -                          | -                          |                            | -        | -        | -          |           |
| Total club | Total club    | 67            | 31    | 5     | 0          | 11        | 4                   | 0                   | 0                   | -                   | -                          | -                          | -                          | 78                         | 35       | 5        | 0          |           |
| Total carrera | Total carrera | Total carrera | 134   | 63    | 6          | 0         | 16                  | 8                   | 0                   | 0                   | -                          | -                          | -                          | -                          | 150      | 71       | 6          | 0         |
| (1) Incluye datos de Copa de España / Supercopa de España. (2) Incluye datos de Campeonato de Europa de Clubes y Copa Intercontinental. (3) No incluye datos de partidos amistosos. |               |               |       |       |            |           |                     |                     |                     |                     |                            |                            |                            |                            |          |          |            |           |

## Palmarés y distinciones
- Liga española: 2

2022-23 y 2023-24
- Copa de la Reina de fútbol sala: 2

2023 y 2025
- Supercopa de España: 2

2023 y 2024
- Copa Galicia: 2 títulos (2022/23 y 2024/2025)
- Campeona de España sub-21: 1 título (2017/18)
- Campeona de España sub-17: 2 títulos (2014/15 y 2017/18)